# هانلوره آنکه
هانلور آنکه (آلمانی: Hannelore Anke؛ زادهٔ ۸ دسامبر ۱۹۵۷) شناگر اهل آلمان شرقی است.